# 5230 Asahina
Az 5230 Asahina (ideiglenes jelöléssel 1988 EF) egy marsközeli kisbolygó. Jeff T. Alu fedezte fel 1988. március 10-én.